# Сокович Євген Олександрович
Євге́н Олекса́ндрович Соко́вич (*1864 р., м. Кременчук, Полтавська губернія — †1946 р., м. Потсдам, Бранденбург) — державний діяч доби УНР. Міністр (залізничних) шляхів в уряді В. Голубовича (січень-квітень 1918 р.). Також партійний діяч (прихильник есерів), консул України в Лозанні, з 1922 р. — доцент меліорації Української Господарських Академії в Подєбрадах. Інженер залізничних шляхів, автор праць із залізничної інженерної справи.

## Життєпис
Закінчив Санкт-Петербурзький інститут шляхів сполучення. Працював в управі Санкт-Петербурзького залізничного банку. Входив до складу партії есерів. Після Жовтневого перевороту під тиском більшовиків виїхав до Києва.
В уряді УНР на початку 1918 р. Євген Сокович був народним міністром (залізничних) шляхів. Заступивши на нову посаду, він одразу взяв жорсткий курс на підтримання і контроль трудової та виконавчої дисципліни на залізничному транспорті, обмеження прав профспілок. Це викликало чергове загострення ситуації, зокрема і на Південно-Західних залізницях.
Стиль своєї роботи він висловив дуже лаконічно: «Ми в кожного, хто приходить до нас, повинні питати: ти українець? І тільки тоді приймати у своє коло». І це кредо він втілював у життя повною мірою.
Перебуваючи на посаді товариша генерального секретаря шляхів сполучення, він умовив Генеральний секретаріат виділити кошти на допомогу профспілковим організаціям залізничників-українців. За його пропозицією Рада народних міністрів УНР 10-11 лютого прийняла постанову про обмеження дій існуючих профспілкових комітетів, заборонивши їм втручатися в дії адміністрації, було доручено негайно за допомогою українських організацій перевірити усіх відповідальних осіб щодо їх діяльності і прихильності до України; призначити комісарів і комендантів. Таким чином профспілкові організації залізничників-українців офіційно мали люструвати старе імперське середовище колег.
Така рішуча позиція міністра після втечі комуністичних військ Лєніна допомогла швидко відновитися всім профспілковим організаціям залізничників-українців і зайняти панівне положення не за чисельністю членів профспілки, а за володінням політичною й адміністративною владою.
Через конфлікт з профспілками на посту міністра 21 квітня 1918 р. його змінив Єщенко Володимир Дмитрович.
Згодом разом з урядом УНР емігрував за кордон України. Був консулом українського уряду в екзилі у Лозанні, очолював комунікаційну комісію на переговорах української делегації із представниками РНК РСФРР.
Емігрувавши до Чехословаччини, викладав в українських вищих навчальних закладах. Зокрема, із 1922 працював доцентом меліорації в Українській господарській академії в Подєбрадах. Автор праць із залізничної інженерної справи.